# Leskeodon minutus
Leskeodon minutus là một loài rêu trong họ Daltoniaceae. Loài này được Müll. Hal. M. Fleisch. mô tả khoa học đầu tiên năm 1922.